# スカイフック (構造物)

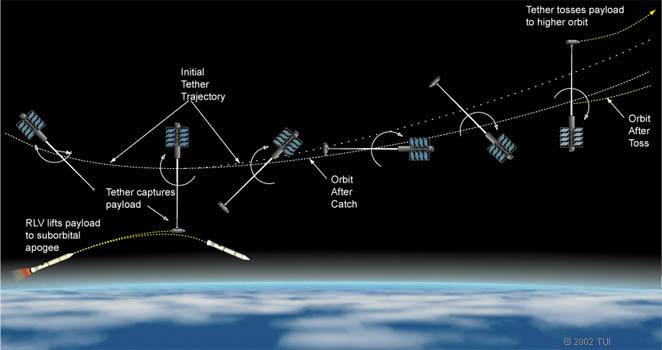
スカイフックによる弾道飛行物体の釣り上げ

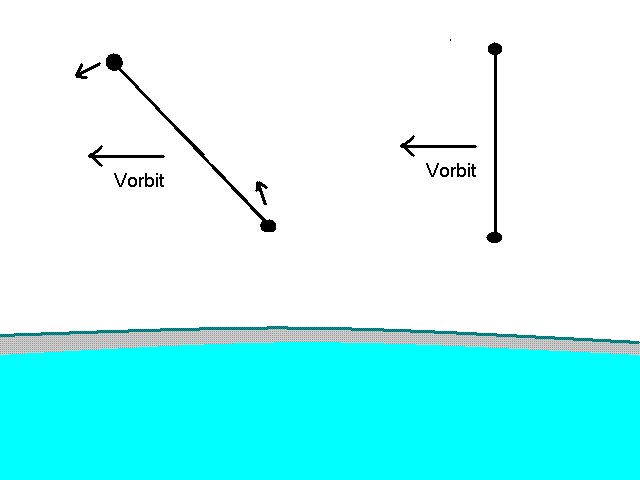
回転しているスカイフックと回転していないスカイフック

構造物としてのスカイフック（英: skyhook）とは、将来の建設が構想されている地球低軌道に低コストでペイロードの投入を可能にするテザー構造物であり、テザー推進の一種で運動量交換テザーに属する。

## 概要
典型的なスカイフックは、大きな質量をもつステーションとステーションから延びる軽いテザーで構成されている。スカイフックの重心はステーションに近いテザー上にあり、この重心を中心にスカイフックは軌道面内で回転し、テザーの先端を定期的に地球大気上層をかすめながら地球を周回する。スカイフックの回転速度は、テザーの端が大気上層に達したとき地表との相対速度が小さくなるように選ばれており、テザーの端に弾道飛行中のペイロードが接続することで、スカイフックの回転によって高層大気から上の軌道にペイロードを釣りあげることができる。ペイロードを吊り上げることによりステーションはわずかに減速するが、電磁推進かロケット推進によるリブーストを行うか、上の軌道から高層大気へ別の物体を逆の手順で降ろすことで運動量を得て元の速度と高度を維持する。
スカイフックと呼ばれるものの中には、軌道面で回転しないもの、ステーションとテザーの構造を持たないもの、テザーの先端が高層大気より上にあるもの、静止軌道上にあるものも含まれる。スカイフックは、短く、地球表面と接触せず、下端に到達するための弾道飛行機を必要とする点で、宇宙エレベーターとは異なるとされるが、テザーの先端が地上に達する宇宙エレベーターものもかつてスカイフックと呼ばれていたことがある。

## 歴史
1960年代半ばから1980年代半ばにかけて、それぞれ異なるスカイフックの概念が、John Dove Isaacs(1966)

 Artsutanov(1967)
、Pearson

とColombo(1975)
 Kalaghan in 1978,
Braginski(1985)
によって提案された。これらはいずれも静止軌道上にあり、テザーの下端を低軌道や大気上層部、地表まで降ろすタイプのスカイフックであり、今日宇宙エレベーターと呼ばれているものと近いか同じだった。
地球低軌道にありもっとずっと短いテザーを用いたスカイフックはMoravec(1976)

とSarmont(1994)

によって提案された。これらは静止軌道よりも低軌道にあるかわり、テザーが回転することによって地表面との速度差を相殺する。テザーの下端は大気上層に達する。
このアイデアはスペースシャトル基盤のテザーシステムでるTSS-1Rミッションを生んだ。1996年2月22日打ち上げのSTS-75ミッションの一部として行われたTSS-1Rでは、宇宙空間でのテザーの基本的な挙動と、宇宙プラズマ物理学に関する実験が行われた The Italian satellite was deployed to a distance of 19.7 km (12.2 mi) from the Space Shuttle.
。
1994年には、スカイフックは宇宙エレベーターと軌道投入コストが競争可能であると推測された

。
2000年と2001年に、ファントムワークスはNIACの依頼で、さまざまな形式のスカイフックについて、超音速航空機の宇宙テザー軌道打ち上げシステム("Hypersonic Airplane Space Tether Orbital Launch System",HASTOL)と称して、工学的、商業的な実現可能性について詳細な検討を行った。HASTOLの名称は、ラムジェット機またはスクラムジェット機が回転するスカイフックの先端にマッハ10で接近することからこう呼ばれた

。
スカイフックはまだ実現していないが、テザー推進のさまざまな側面の多くの飛行実験が実施されている
。

## 回転型スカイフック

回転型スカイフックの模式図。軌道速度とテザーの回転速度を同期させると、テザーの先端は最も下降した点で地表に対して静止し、サイクロイド曲線の軌跡を描く。したがってテザーの先端が最も下降した点でペイロードはテザー先端に「釣り上げ」られることができ、軌道へと投射できる。

テザー先端の回転速度が軌道速度に等しい場合、テザーは軌道を一周するごとに大気へ降下し、空気抵抗を最小にすることができる。この場合、軌跡は円周と同期した閉じたサイクロイド、すなわち(周期が1の)カージオイドとなる

テザーの回転方向を、テザーがステーションの下を通るときに軌道方向と逆向きに動くようにすると、テザー先端のフックの地表に対する相対速度は減少する。テザーの強度を増し、回転速度を速くするかテザーを長くするほど減速の効果を強く得られ、フックへの航空機の接近が簡単になる。
テザー先端の回転速度を低軌道の軌道速度と等しく、秒速7,8kmに設定すると、テザーは軌道を一周する間にちょうど一回転するため、テザー先端のフックはカージオイドを描く。地表からは、フックはほとんど垂直に降りた後、静止に至り、また上に昇っていく。この設定はテザーの空気抵抗を最小にする方式であり、テザーを最も低空に侵入させることができる。
しかしながら、HASTOL計画の研究によると、この方式のスカイフックはペイロードの1000倍から2000倍のの非常に重いカウンターウェイトを必要とし、ペイロードを釣り上げた後、テザーを機械的に巻き取って回転速度の同期を保たなければならない
。
2000年に発表されたHASTOL計画のフェーズⅠの研究では、高度610-700kmの赤道上の低軌道に、600kmのテザーを先端が3.5km/sで回転させることが構想された。この値では、最降下時のフックの地表に対する速度は3.6km/s(マッハ10)であり、ペイロードを搭載した超音速機が高度100kmでフックに接近するとされた。テザーの材質は実在する商用向けの材料から構成され、ほとんどはSpectra 2000(超高分子量ポリエチレンの一つ)で、先端の20kmのみ耐熱性の高いザイロン(一般名PBO繊維)のものが考えられた。計算上は14トンまでのペイロードを釣り上げることができ、テザー本体のSpectra 2000とザイロンはその90倍にあたる1300トンに達する。
HASTOLの報告書では次のように記されている

一番伝えたいことは「私たちはHASTOLシステムにバックミンスターフラーレンのような魔法の材料を必要としないことだ、これは既にある材料でできる」

2001年に発表されたHASTOL計画のフェーズⅡの研究では、フックへの接近速度をマッハ15-17へ上げ、接近高度を150kmへ上げる提案がなされた。こうすることにより、テザーの必要な重量を1/3にすることができ、純粋な空気呼吸超音速エンジンではなく再利用可能なロケットが使える。報告書では「根本的な技術的欠陥はないが、技術の発達が必要である」と結論している。具体的には、Spectra 2000は原子状酸素によって急速に腐食するという問題があり、この要素が依然技術成熟度レベルの2の段階（技術要素の適応、応用範囲の明確化）にあるとしている
。

## 類似の構想
NASAによって1984年に構想されたリング型または車輪型の形状をした捕獲-放出輪(capture-ejector rim)はスカイフックの派生である。地表側が軌道方向と逆向きに回転し、弾道飛行機が下部に取り付いて回転ののち上部で放出される点はスカイフックと似ているが、リング状にしロープウェーのように穏やかに結合できる点が異なる。報告書ではスペースシャトルに似た機体がリングに取り付けられる図が構想されている

。